# Parsonsia sanguinea
Parsonsia sanguinea là một loài thực vật có hoa trong họ La bố ma. Loài này được (Wernham) Markgr. mô tả khoa học đầu tiên năm 1927.